# Pulau Sebarok
Pulau Sebarok est une île située au Sud de l'île principale de Singapour. 

## Géographie
Totalement industrialisée, elle s'étend sur environ 1,5 km de longueur pour une largeur approximative de 500 m.